# Saint-Arnoult (Loir-et-Cher)
Saint-Arnoult ist eine französische Gemeinde mit 310 Einwohnern (Stand: 1. Januar 2022) im Département Loir-et-Cher in der Region Centre-Val de Loire. Sie gehört zum Arrondissement Vendôme und ist Teil des Kantons Montoire-sur-le-Loir. 

## Geografie
Saint-Arnoult liegt etwa 37 Kilometer nordnordöstlich von Tours. Umgeben wird Saint-Arnoult von den Nachbargemeinden Lavardin im Norden, Prunay-Cassereau im Süden und Osten, Monthodon im Süden und Südwesten sowie Saint-Martin-des-Bois im Westen.

## Einwohnerentwicklung
| 1962                       | 1968 | 1975 | 1982 | 1990 | 1999 | 2006 | 2017 |
| 417                        | 401  | 346  | 330  | 303  | 305  | 323  | 321  |
| Quellen: Cassini und INSEE |      |      |      |      |      |      |      |

## Sehenswürdigkeiten
- Kirche Saint-Arnoult